# Ghost House
Ghost House (ゴーストハウス?, Gōsuto Hausu) è un videogioco a piattaforme del 1986 sviluppato e pubblicato da SEGA per Sega Master System, basato sul videogioco arcade del 1982 Monster Bash. Il gioco è stato distribuito in Brasile da Tec Toy con il titolo Chapolim x Dracula: Um Duelo Sssustador.